# Jerome O. Klein
Jerome O. Klein (* 1931; † 17. Februar 2021) war ein US-amerikanischer Mediziner.
Klein studierte am Union College in Schenectady mit dem Bachelor-Abschluss 1952 und an der Yale University School of Medicine mit dem Abschluss (M.D.) 1956. Er absolvierte seine Facharztausbildung in Pädiatrie am University of Minnesota Hospital und war danach beim Epidemic Intelligence Service des Centers for Disease Control and Prevention (CDC) und am New York State Department of Health in Albany. 1961 ging er zur Fortsetzung seiner Facharztausbildung (Residency) an das Boston City Hospital (heute Boston Medical Center), wo er unter Maxwell Finland im Thorndike Memorial Laboratory über Infektionskrankheiten forschte und Professor wurde.
Er galt als Experte für Mittelohrentzündung und Infektionen von Neugeborenen. Außerdem befasste er sich mit Pharmakokinetik und Effizienz von Antibiotika, Mykoplasmen, neonataler Sepsis, Bakteriämie bei Kindern mit Fieber, Impfstoffen gegen Viren und Bakterien und der antibakteriellen Wirkung von Zwiebeln und Knoblauch.
2002 erhielt er den Maxwell Finland Award und 1995 den Bristol Award.
Klein war verheiratet und hatte drei Kinder.

## Schriften
- mit Jack S. Remington: Infectious Diseases of the Fetus and Newborn Infants, Saunders, 8. Auflage 2015
- mit Charles Bluestone: Otitis Media in Infants and Children, PMPH, 4. Auflage 2006